# Elements de comunicació
Els elements de comunicació són camins que formen una xarxa, bastits amb la tècnica de la pedra amb sec.
Complien tres necessitats:
1. La comunicació, facilitaven el transport de persones i mercaderies.
2. L'explotació econòmica[3] (agrícola, ramadera, nevatera, boscana o marinera).
3. L'oci.

Connectaven diferents pobles amb possessions o indrets determinats com torres.